# Hooglanderveen

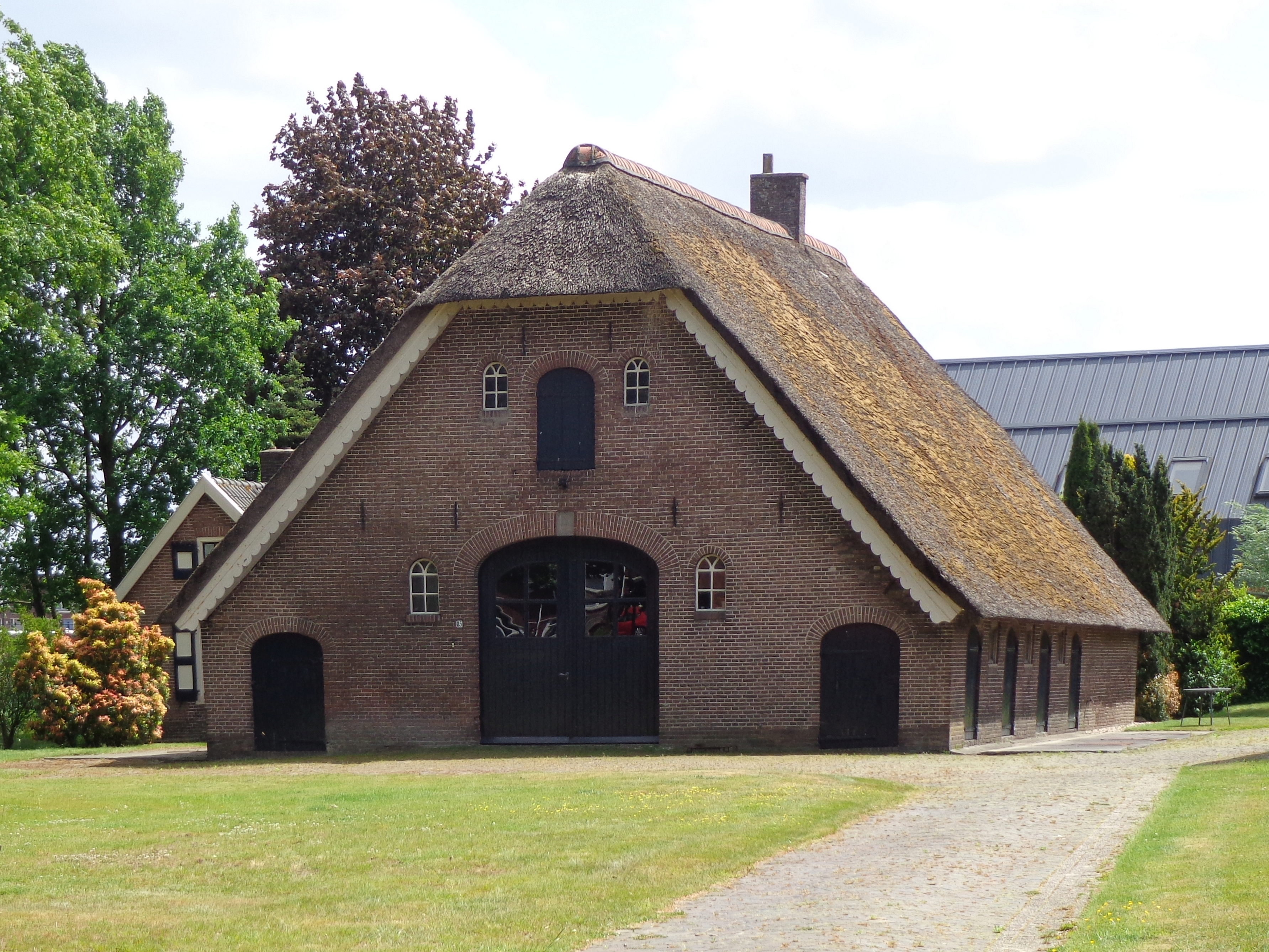

Hooglanderveen est un village situé dans la commune néerlandaise d'Amersfoort, dans la province d'Utrecht. Le 1er janvier 2005, le village comptait 1 661 habitants.